# Унга
Унга (енгл. Unga Island) је ненасељено острво САД које припада савезној држави Аљаска. Површина острва износи 461 km².